# IS11CA
G'zOne IS11CA（ジーズワン あいえすいちいちしーえー）は、カシオ計算機およびNECカシオ モバイルコミュニケーションズ（現・日本電気(NEC)）が日本国内向けに開発した、auブランドを展開するKDDI および沖縄セルラー電話の第3/3.5世代移動通信システム（CDMA 1X WIN(現・au 3G)）のAndroid搭載スマートフォンである。製造型番はCAI11。

## 特徴
国内向けのG'zOneとしては初のスマートフォンである。米国の大手キャリアであるベライゾン・ワイヤレス向けに先行発売された「G'zOne COMMANDO」の派生機種である。G'zシリーズのアプリケーションである「G'z GEAR」が搭載されているほか、おサイフケータイや赤外線通信といった日本独自機能が追加搭載されている。ただしワンセグやテザリングには対応していない。なお、Google Playにあるテザリング設定を呼び出すアプリを利用することで、非公認ながらテザリングの利用が出来る。
G'zOneの伝統である丸窓はロック画面のデザインに取り入れられている。またUIはG'zOne独自のUIであり、他のauの機種のようにOcean Observation社によってデザインされたUIではない。
IS11Sとともに、auとしては初のGSMクワッドバンドに対応している。クワッドバンド端末でのGPRS対応端末としてはこちらが初であり、先に発売されたIS11Sでは対応していない。

## 沿革
- 2011年5月17日 - KDDI、およびカシオ計算機、NECカシオ モバイルコミュニケーションズより公式発表。
- 2011年7月14日 - 全国にて一斉発売。
- 2011年12月中旬 - KDDIが提供するフィーチャーフォン風のUIが用いられたユーティリティ・ツール「かんたんメニュー」に対応した。
- 2012年1月27日 - G'zGEARにWALKING COUNTER(歩数計機能)が追加。ただしアプリは別途Androidマーケット（現・Google Play Store）からダウンロードする必要がある。[3]
- 2012年7月22日 - L800MHz（旧800MHz帯・CDMA Bandclass 3）帯エリアによるサービスの終了（停波）。それ以降はN800MHz（新800MHz帯・CDMA Bandclass 0 Subclass 2）帯エリア、および2GHz（CDMA Bandclass 6）帯エリアの各サービスで利用する事となる。

## 搭載アプリ
- G'zGEAR
- jibe
- Skype au
- au one GREE

## 主な機能・サービス
- PC Link（無線LANおよびUSB接続によりPCとのファイルのやりとりが出来る）

※PC向けWebブラウザが標準装備されておりFlashコンテンツもフル表示可能。携帯向けサイト(EZWeb)は他のスマートフォンやPCと同じく閲覧不可。
| 主な機能・対応サービス                                                  | 主な機能・対応サービス                           | 主な機能・対応サービス              | 主な機能・対応サービス        |
| ----------------------------------------------------------------------- | ------------------------------------------------ | ----------------------------------- | ----------------------------- |
| Webブラウザ                                                             | LISMO! for Android メディアプレイヤー LISMO WAVE | おサイフケータイ                    | ワンセグ                      |
| au one メール PCメール Gmail EZwebメール                                | デコレーションメール デコレーションアニメ        | Skype au                            | PCドキュメント                |
| au Smart Sports Run & Walk Karada Manager ゴルフ(web版) Fitness、歩数計 | GPS 方位計                                       | au oneナビウォーク au one助手席ナビ | au one ニュースEX au one GREE |
| かんたんメニュー じぶん銀行                                             | 緊急地震速報                                     | Bluetooth                           | 無線LAN機能 (Wi-Fi)           |
| 赤外線通信 (IrSimple)                                                   | WIN HIGH SPEED                                   | グローバルパスポート(CDMA・GSM)     | auフェムトセル                |
| microSD microSDHC                                                       | モーションセンサー(6軸)                          | 防水                                | 簡易留守録 着信拒否設定       |

- 安心セキュリティパックは、ウイルスバスターモバイル for auのみ対応

## アップデート
2011年8月2日に以下の不具合の修正がケータイアップデートによって行われた。
- 音声着信、Cメール受信、Eメール自動受信ができない場合がある。

2011年8月23日に以下の不具合の修正および機能の拡張がケータイアップデートによって行われた。
- Cメールの入力文字数の拡張
- ロック解除にパスワードを用いる方法を追加
- Wi-Fi通信中に発生する再起動の一部が解消
- 一部の充電器で充電できない事象が解消

2011年9月29日に以下の機能の拡張がケータイアップデートによって行われた。
- Eメール (@ezweb.ne.jp) アプリの改善
- 緊急地震速報への対応

2011年11月22日に以下の不具合の修正及び機能の拡張がケータイアップデートによって行われた
- 充電中にもかかわらず充電ランプが点灯しない場合がある。
- 法人ユーザー向けのセキュリティサービス「KDDI　3LM　Security」への対応。

2012年7月18日に以下の不具合の修正がケータイアップデートによって行われた。
- Cメール受信時の表示不具合の改善。

2013年1月29日に以下の不具合の修正がケータイアップデートによって行われた。
- Wi-Fi品質の向上。
- microSDXCメモリカードを取り付けると、メモリカード内のデータが破損する。
- アプリをダウンロードする際に必要なメモリ容量の縮小化。

上記は2012年8月末以降対応とau公式サイトに明記されていたが、実際は翌年1月末以降の対応だった。対応時期の表示も、当初「8月末以降」とされていたものが、2013年1月29日を以って「1月末以降」と書き換えられている。